# C Jamm
Ryu Sung-min (hangeul: 류성민; né le 28 février 1993), mieux connu par son nom de scène C Jamm (hangeul: 씨잼), est un rappeur sud-coréen. Il sort son premier album Good Boy Doing Bad Things le 17 juillet 2015. Il a fini deuxième lors de la cinquième saison de l'émission Show Me the Money, derrière son ami d'enfance BewhY.

## Discographie

### Albums studio
| Titre                     | Détails sur l'album                                                                                     | Meilleure position | Ventes |
| Titre                     | Détails sur l'album                                                                                     | COR                | Ventes |
| ------------------------- | --- | ------------------ | ------ |
| Good Boy Doing Bad Things | - Date de sortie: 17 juillet 2015 - Label: Just Music, LOEN Entertainment - Formats: CD, téléchargement | —                  | NC     |

### Albums collaboratifs
| Titre         | Détails sur l'album                                                                              |
| ------------- | ------------------------------------------------------------------------------------------------ |
| Ripple Effect | - Date de sortie: 13 juin 2014 - Label: Just Music, LOEN Entertainment - Formats: téléchargement |

### Mixtapes
| Titre         | Détails sur l'album                                                              |
| ------------- | -------------------------------------------------------------------------------- |
| What The Nice | - Date de sortie: 16 novembre 2012 - Formats: téléchargement                     |
| Go So Yello   | - Date de sortie: 14 novembre 2013 - Label: Just Music - Formats: téléchargement |

### Singles
| Titre                                                                    | Année                        | Meilleure position           | Album                        |                              |
| Titre                                                                    | Année                        | COR                          | Album                        |                              |
| En tant qu'artiste principal                                             | En tant qu'artiste principal | En tant qu'artiste principal | En tant qu'artiste principal | En tant qu'artiste principal |
| ------------------------------------------------------------------------ | ---------------------------- | ---------------------------- | ---------------------------- | ---------------------------- |
| "A Yo"                                                                   | 2013                         | —                            | Go So Yello                  |                              |
| "Young & Hottest" feat. Olltii & Jay Moon                                | 2013                         | —                            | Go So Yello                  |                              |
| "Yello Card" feat. Keebo & BewhY                                         | 2013                         | —                            | Go So Yello                  |                              |
| "Good Day" feat. Swings                                                  | 2014                         | —                            | Show Me the Money 3          |                              |
| "Shit"                                                                   | 2014                         | —                            | Show Me the Money 3          |                              |
| "Good Night"                                                             | 2014                         | —                            | Good Boy Doing Bad Things    |                              |
| "Just Music Remix" (걍 음악이다) feat. Vasco, Genius Nochang & BewhY     | 2015                         | —                            | Good Boy Doing Bad Things    |                              |
| "Illusion" (신기루)                                                      | 2015                         | —                            | Non-album singles            |                              |
| "Pr0ve"                                                                  | 2016                         | —                            | Non-album singles            |                              |
| "Beautiful" (아름다워) feat. Zico                                        | 2016                         | 8                            | Show Me the Money 5          |                              |
| "MM"                                                                     | 2016                         | 92                           | Show Me the Money 5          |                              |
| "Let It Be" (재방송) feat. Crush                                         | 2016                         | 51                           | Show Me the Money 5          |                              |
| Collaborations                                                           |                              |                              |                              |                              |
| "Rain Showers" avec Swings & Giriboy                                     | 2014                         | —                            | Ripple Effect                |                              |
| "Go Straight" (난 앞으로만) avec Swings, Giriboy, Vasco & Genius Nochang | 2014                         | —                            | Ripple Effect                |                              |
| "Just" avec Swings, Giriboy & Vasco                                      | 2014                         | —                            | Ripple Effect                |                              |
| "More" (더) avec Genius Nochang, Swings & Vasco                          | 2014                         | —                            | Ripple Effect                |                              |
| "Royal Roader" (로열로더) avec Vasco                                     | 2015                         | —                            | Non-album singles            |                              |
| "Wassup" avec Doplamingo                                                 | 2015                         | —                            | Non-album singles            |                              |
| "Freezing" (얼어) avec Bill Stax, BewhY, Konsoul & Scary'P               | 2015                         | —                            | Non-album singles            |                              |
| "Indigo Child" avec Bill Stax, Black Nut & Genius Nochang                | 2016                         | —                            | Non-album singles            |                              |
| "$insa" (신사) avec Reddy & Xitsuh feat. Zion.T                          | 2016                         | 4                            | Show Me the Money 5          |                              |
| "Wanted" avec Reddy                                                      | 2016                         | 13                           | Show Me the Money 5          |                              |
| "Puzzle" avec BewhY                                                      | 2016                         | 3                            | Non-album singles            |                              |
| "Like Me" avec A$AP TyY & BewhY                                          | 2017                         | à venir                      | Non-album singles            |                              |
| "Killa Dreads" avec Skull                                                | 2017                         | à venir                      | Non-album singles            |                              |
| En featuring                                                             |                              |                              |                              |                              |
| "42371" Code Kunst feat. C Jamm                                          | 2013                         | —                            | Non-album singles            |                              |
| "Top" (팽이) Innovator feat. C Jamm                                      | 2014                         | —                            | Non-album singles            |                              |
| "Unity" (화합) Don Mills feat. C Jamm & Okasian                          | 2015                         | —                            | Non-album singles            |                              |
| "Golden Cow" Code Kunst feat. C Jamm & DJ SQ                             | 2015                         | —                            | Non-album singles            |                              |
| "—" signifie que le morceau ne s'est pas classé.                         |                              |                              |                              |                              |

## Récompenses et nominations

### Mnet Asian Music Awards
| Année | Catégorie                 | Travail nommé         | Résultat |
| ----- | ------------------------- | --------------------- | -------- |
| 2016  | Meilleure performance rap | "Puzzle" (avec BewhY) | Lauréat  |